# Фалерии
Фалерии (Falerii; на гръцки: Φάλεριοι, по-късно Falerii Veteres, днес
Чивита Кастелана, Civita Castellana, в Етрурия, регион Лацио) е през древността главен град на фалиските и в съюз с етруските против експанзията на римляните.
Градът се намирал на около седем километра западно от Тибър и 55 км северно от Рим. Разположен е върху хълмове и само от запад е било възможно да се влезе в него. Обграден със стени, от които днес са запазени някои части. Вероятно е основан от Halesus, син на Агамемнон или от Аргос.
Градът воюва заедно с Фидена против римляните през 436 пр.н.е., които са с военачалник Луций Папирий Крас.
Фалиските предават града през 394 пр.н.е. на Марк Фурий Камил. През 241 пр.н.е. е опустошен. Римският Сенат преселва населението му в равнината (Aequum Faliscum) и основава тук новия Falerii Novi, след това Falerii Veteres, западно от стария град. След това по времето на Август става римска колония (Iunonia Faliscorum). За последен път Falerii Novis е споменат през 1064 г. Населението му започва да го напуска още през 1033 г. и основава сегашния град Civita Castellana.